# Embalse de Escarra
El embalse de Escarra es un pequeño pantano situado en el río Escarra entre Tramacastilla y Escarrilla, en el término municipal de Sallent de Gállego. Se encuentra a 1.633 metros de altura rodeado por la punta Cochata (1.945 m), el pico Tarmanyons (1.852 m) y la Tosquera (1.952 m).
De uso hidroeléctrico, alimenta una central de 7,1 MVA a través de una diferencia de cota de 349 m.

## Toponimia
Gerhard Rohlfs relaciona este topónimo con el gascón "escarrouè" y el aragonés "escarrón", que se corresponden con el vasco "askarra". Las tres palabras designan a la misma especie de árbol, llamado arce en español.
Según William Dennis Elcock no es tan claro el origen prerromano de la palabra. El inglés señala el verbo "escarrar", de origen latino (EXCARRARE), y presente tanto en aragonés como en occitano con el significado de "rascar, limpiar la borda" como fuente de este topónimo.

## Historia
El embalse aprovecha un ibón, lago glaciar típico del Pirineo.
El embalse fue parte de la ampliación de capacidad de generación en el Pirineo central, tras los problemas de desabastecimiento eléctrico que habían plagado la posguerra y los comienzos de la década de los cuarenta. La creación de UNESA en 1944 había motivado la interconexión de redes en la zona y EIASA, compañía eléctrica y química dominante en Sabiñánigo, planteaba una nueva central en Sallent alimentada por dos nuevos embalses en Escarra y La Sarra. Con ellos, EIASA esperaba duplicar su producción anual.
Las obras del embalse fueron iniciadas en julio de 1946 por EIASA sobre un proyecto del ingeniero Manuel Zabala Mendía. Para poder acometer la obra se instaló un teleférico que permitiera llevar los materiales al emplazamiento. Las obras fueron encargadas a la empresa Obras y Construcciones Industriales (Ocisa). Mientras, se fue construyendo una nueva línea eléctrica de 132 kV que conectara Sallent con Perarrúa y Sabiñánigo y permitiera así que la nueva planta eléctrica quedara conectada tanto con los focos de consumo vasco, zaragozano y catalán como con el sistema eléctrico francés. La presa de Escarra quedó terminada en 1955, permitiendo entonces instalar un tercer grupo de generación en Sallent. El teleférico que se había usado durante la obra fue desmontado para ser usado en otras obras vecinas. En 1956 se culminaron los trabajos eléctricos en la zona con una nueva subestación en Sallent. En 1957 se terminó también el embalse de Tramacastilla, aguas arriba del de Escarra y comunicado con este, que permitió ampliar la capacidad embalsada en el subsistema de Escarra.
La titularidad de la presa pasó a Eléctricas Reunidas de Zaragoza, filial de Endesa, al ser adquirida EASA (sucesora de EIASA tras separarse el negocio químico del eléctrico) por esta. Posteriormente, con la adquisición de Endesa por Enel y Acciona, los activos hidroeléctricos de Endesa fueron transferidos a la segunda.
En 2013 el embalse fue vaciado como parte de unas obras para la mejora de seguridad. El desembalse tuvo importantes impactos ambientales, generando iniciativas para establecer protocolos para ese tipo de actuación en España.